# Lepidium tenuicaule
Lepidium tenuicaule är en korsblommig växtart som beskrevs av Thomas Kirk. Lepidium tenuicaule ingår i släktet krassingar, och familjen korsblommiga växter. Inga underarter finns listade i Catalogue of Life.